# Supercoppa italiana 2006 (pallacanestro maschile)
La Supercoppa italiana 2006 fu la 12ª supercoppa italiana di pallacanestro maschile.
Fu vinta, per la seconda volta, da Pall. Treviso sul Basket Napoli vincitore della Coppa Italia.
La finale si è giocata presso il PalaVerde di Villorba. Gli arbitri dell'incontro sono stati Fabio Facchini, Mauro Pozzana e Gianluca Mattioli.
Il trevigiano Marcus Goree è stato eletto MVP della manifestazione.

## Tabellino
| Arbitri: | Facchini (Lugo) Pozzana Mattioli (Pesaro) |

| |            | |
| Goree 19                                                                                                 | Punti      | 16 Morandais |
| Lyday 5                                                                                                  | Assist     | 3 Brown |
| Goree 15                                                                                                 | Rimbalzi   | 6 Cittadini, Morandais                                                                                                  |
| Soragna, Santangelo, Frahm, Nelson, Goree Lyday, George, Mordente, Gigli, Beard n.e.: Cuccarolo, Sottana | Formazioni | Sesay, Morandais, Cittadini, Brown, Trepagnier Larrañaga, Malaventura, Spinelli, Rocca, Flamini n.e.: Morena, Pignalosa |
| Francesco Vitucci                                                                                        | Allenatori | Piero Bucchi |